# Sidamo (provincia)
Sidamo o Sidama es una antigua provincia etíope. Su capital fue en un principio Yrgalem y después Awasa. El nombre de la provincia viene del grupo étnico que era mayoritario: los sidamas. La provincia fue dividida en 1995 entre las regiones de Oromía y de las Naciones, Nacionalidades y Pueblos del Sur.
Anteriormente pertenecía al antiguo Reino de Kaffa. Sidamo limitaba al oeste con la provincia de Gamu-Gofa, al norte con Shewa, al este con Bale, al sureste con Somalia y al sur con Kenia.
La provincia producía una variedad de café de tipo moca.

## Historia
Tras la expulsión de los italianos en 1941 y el retorno de Haile Selassie en 1942, en 1943 se creó la provincia de Sidamo con las provincias imperiales de Borana, Sidama, y el territorio de los Welayta.
En 1960 se sublevó el pueblo gedeo, el cual se quejaba de la nueva tasación era demasiado opresiva; pero la rebelión fue reprimida brutalmente; Bahru Zewde explica que los rebeldes, casi todos campesinos, "armados en gran parte sólo con lanzas y espadas, se enfrentaron a un bien equipado ejército formado por los terratenientes y señores locales y las fuerzas del gobierno, los gedeos rebeldes fueron derrotados en varios combates y una comisión de arbitraje dirigida por Afa Negus Eshate Gada dio la razón a los terratenientes y multó a los jefes tribales de los gedeos que habían participado en la revuelta.
La nueva constitución de 1995 repartió la provincia entre Oromía y una región mayor (formada por cinco subregiones) conocida como Naciones, Nacionalidades y Pueblos del Sur.

## Awrajas
La provincia estaba dividida en 6 awrajas.
- Arero
- Borena
- Gedeo
- Jemjem
- Sidama
- Welayita